# Buenia
Buenia  é um género de peixe da família Gobiidae e da ordem Perciformes.

## Espécies
- Buenia affinis (Iljin, 1930)[3][4]
- Buenia jeffreysii (Günther, 1867)[5][6][7][8][9][10][11][12]